# Five Guys

Países onde está presente

Five Guys Enterprises LLC (faz negócio como Five Guys Burgers and Fries) é uma cadeia de restaurantes de fast casual norte-americana focada em hambúrgueres, cachorro-quente, e batatas fritas, e tem sede em Lorton, Virginia, uma não incorporada parte do Condado de Fairfax. O primeiro restaurante Five Guys foi inaugurado em 1986 no Condado de Arlington, Virgínia, e em 2001, a rede expandiu-se para cinco locais em toda a área metropolitana de Washington, D.C.
No início de 2013, a cadeia começou a franquia, iniciando um período de rápida expansão. Em um ano e meio, as licenças foram vendidas para mais de 300 locais franqueados. Em 2016, o Five Guys tinha mais de 1 500 locais abertos em todo o mundo, com 1 500 locais ainda em desenvolvimento. A empresa foi a cadeia de fast food de mais rápido crescimento nos Estados Unidos, com um aumento de 32,8% nas vendas de 2010 a 2011.